# Labatt Brewing Company
Labatt Brewing Company Ltd. (In francese: Les Brasseries Labatt du Canada Ltée) è un'industria birraia canadese. Fondata nel 1847 a London ed acquistata nel 1995 dalla società Belgian brewer Interbrew, fa attualmente parte della multinazionale Anheuser-Busch InBev.
Nel Gran Premio del Canada 1978 (caso unico nella storia della Formula 1), Gilles Villeneuve, vincitore della gara, in luogo del tradizionale champagne, stappò sul podio proprio una bottiglia di birra Labatt (che era del resto tra i suoi sponsor principali).
Nel 2003, la birra Labatt Blue è stata premiata con un'etichetta di qualità Oro, assegnata da Monde Selection.